# 🦝
🦝 is een teken uit de Unicode-karakterset dat een wasbeer voorstelt. Deze emoji is in 2018 geïntroduceerd met de Unicode 11.0-standaard en werd toegevoegd bij Emoji 11.0 in 2018. Apple en WhatsApp geven een wasbeer weer in volledig profiel op vier pootjes gericht naar links met een gestreepte borstelstaart.

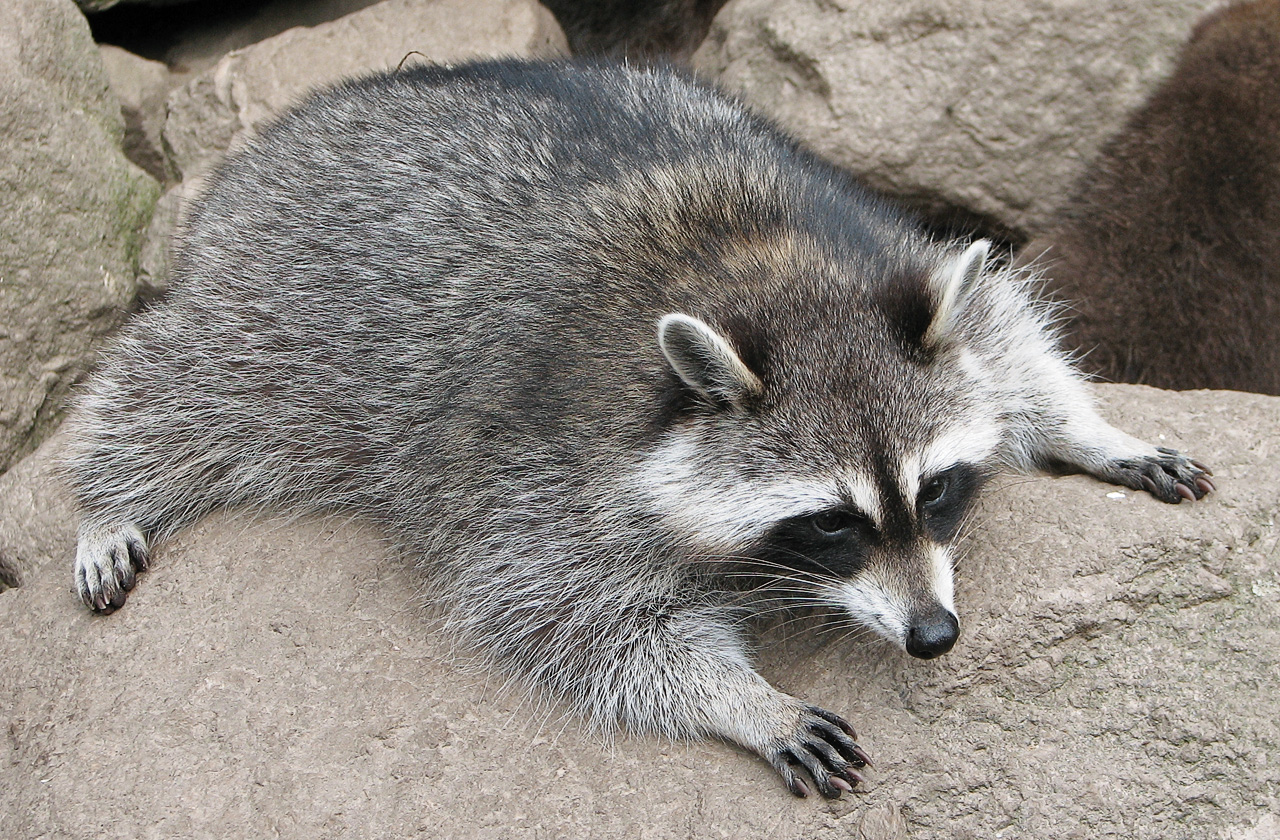
Wasbeer (Procyon lotor)

## Betekenis
De wasbeer is een nachtdier met een masker rond zijn ogen. Over het algemeen afgebeeld met een vriendelijk, cartoonachtig, grijs wasbeergezicht dat recht vooruit kijkt, met zwart-witte kringen rond zijn ogen en puntige oren en dikke wangen. Met twee snorharen aan beide kanten.

## Voorbeelden van de Emoji

De wasbeer bij Google.
De wasbeer bij Twitter.

## Codering

### Unicode
In Unicode vindt men 🦝 onder de code U+1F99D (hexadecimaal)

### Shortcode
De shortcode is :raccoon: , bruikbaar in onder andere: Github, Slack, Emojipedia.

### c, javascript, json, java
Bij Javascript is de code \u1F99D.

### HTML
In HTML decimaal is de code &#129437; .

### Unicode-annotatie
De Unicode-annotatie is: Wasbeer; ook is de wasbeer emoji vindbaar door nieuwsgierig of sluw in te typen.

### Hexadecimaal
De algemene hexadecimaal voor de wasbeer is 1F99D.